# Tsirkjärv
Tsirkjärv (est. Hainjärv) – jezioro w Estonii,  w prowincji Valgamaa, w gminie Haanja. Należy do pojezierza Haanja (est. Hannja järved). Położone jest na północ od wsi Ruusmäe. Ma powierzchnię 2,1 ha linię brzegową o długości 842 m, długość 350 m i szerokość 90 m. Sąsiaduje m.in. z jeziorami Hainjärv, Ruusmäe, Hanija, Salujärv, Aabra, Veesi. Położone jest na terenie obszaru chronionego krajobrazu Haanja (est. Haanja looduspark).